# Casa Toschi Cornegliani
Casa Toschi Cornegliani è un edificio storico di Milano, situato in corso Venezia n. 44.

## Storia e descrizione
Non è noto con certezza il periodo di costruzione della casa, tuttavia si sa che un il terreno su cui sorge il fabbricato era un tempo di un convento di frati cappuccini, mentre si possono notare i portali in stile barocco. I portali, scolpiti in pietra, presentano una leggere strombatura, e sono decorati in sommità da volute e uno stemma come serraglia.